# Leon ter Wielen
Leon ter Wielen (Raalte, 31 agosto 1988) è un calciatore olandese, portiere del WHC Wezep.

## Carriera
Ha esordito in Eredivisie con lo Zwolle nella stagione 2012-2013.

## Palmarès

### Club

#### Competizioni nazionali
- Eerste Divisie: 1

PEC Zwolle: 2011-2012
- Coppa dei Paesi Bassi: 1

PEC Zwolle: 2013-2014